# 14 юни
14 юни е 165-ият ден в годината според григорианския календар (166-и през високосна). Остават 200 дни до края на годината.

## Събития
- 987 г. – По нареждане на Самуил е убит брат му Арон, обвинен в сътрудничество с византийците.
- 1645 г. – Английската революция: В Битката при Нейзби главната армия на крал Чарлз I е победена от въоръжените сили на Оливър Кромуел, поддържащи Парламента.
- 1777 г. – Континенталният конгрес във Филаделфия утвърждава Националното знаме на САЩ – 13 червени и бели хоризонтални ленти, и 13 звезди на син фон.
- 1913 г. – Приключва управлението на Иван Евстратиев Гешов като министър-председател на България (от 29 март 1911 г.) и започва мандата на Стоян Данев на тази длъжност (до 17 юли 1913 г.).
- 1919 г. – Британските пилоти Джон Уилям Елкок и Артър Браун извършват първият полет над Атлантическия океан без междинно кацане – от канадското градче Сейнт Джонс (Нюфаундленд и Лабрадор) до Ирландия.
- 1920 г. – В Царство България е въведена Трудова повинност.
- 1923 г. – С убийството на Александър Стамболийски е овладяна въоръжената съпротива на БЗНС срещу Деветоюнския преврат.
- 1934 г. – В Царство България с наредба-закон са забранени политическите партии.
- 1940 г. – Втората световна война: Париж е окупиран от Германия, в резултат на което съюзниците стартират Операция Ариел.
- 1941 г. – Започва Юнската депортация – първата голяма вълна от съветските масови изселвания и избивания на десетки хиляди жители на Балтийските държави.
- 1948 г. – Клемент Готвалд става президент на Чехословакия.
- 1951 г. – Във Вашингтон е представен първият компютър, предназначен за масова употреба – UNIVAC I.
- 1966 г. – Ватикана отменя официално Индекса на забранените книги, въведен през 1557 г.
- 1967 г. – Програма Маринър: Изстрелян е космическият апарат Маринър 5 за изследване на Венера.
- 1972 г. – Самолетът при полет 471 на „Джапан Еър Лайнс“ се разбива при заход към международното летище Палам, Ню Делхи, Индия и убива 76 от 78 пътници и 10 от 11 членове на екипажа на борда, както и 4 на земята.
- 1975 г. – От СССР е изстрелян автоматичният космически апарат Венера 10.
- 1982 г. – Фолкландската война: Войната завършва с капитулация на Аржентина пред Великобритания.
- 1985 г. – Германия, Франция, Белгия, Холандия и Люксембург подписват Шенгенското споразумение.
- 1995 г. – Шамил Басаев, начело на чеченски бунтовници, окупира болницата в руския град Будьоновск и взима за заложници над 1000 души.
- 2002 г. – Създаден е Национален военен университет с решение на XXXIX народно събрание чрез преобразуване и обединяване на Висшето военно общовойсково училище „Васил Левски“ – гр. Велико Търново, Висшето военно училище за артилерия и противовъздушна отбрана „Панайот Волов“ – гр. Шумен и Висшето военновъздушно училище „Георги Бенковски“ – гр. Долна Митрополия.
- 2008 г. – В зала „България“ Анна-Мария Равнополска-Дийн става първият български солист, изпълнявал някога „Концерта за арфа и оркестър“ на Карл Райнеке.

## Родени
- 1798 г. – Франтишек Палацки, чешки историк († 1876 г.)
- 1811 г. – Хариет Бичър Стоу, американска писателка († 1896 г.)
- 1823 г. – Пьотър Лавров, руски социолог († 1900 г.)
- 1856 г. – Васил Карагьозов, български учител, политик, почетен немски вицеконсул и схимонах на Атон († 1938 г.)
- 1856 г. – Димитър Благоев, български комунист († 1924 г.)
- 1864 г. – Алоис Алцхаймер, германски лекар († 1915 г.)
- 1872 г. – Юлий Розентал, български поет и революционер († 1903 г.)
- 1909 г. —
  - Фео Мустакова-Генадиева, българска балерина († 2011 г.)
  - Бърл Айвс, американски актьор и кънтри певец († 1995 г.)
- 1922 г. – Кевин Рош, ирландско-американски архитект († 2019 г.)
- 1925 г. – Васил Вачев, български актьор († 2000 г.)
- 1926 г. – Херман Кант, немски писател († 2016 г.)
- 1928 г. – Че Гевара, революционер от аржентински произход († 1967 г.)
- 1933 г. – Светлин Русев, български художник, академик († 2018 г.)
- 1934 г. – Петер О. Хотевиц, немски писател († 2010 г.)
- 1943 г. – Радослав Спасов, български оператор и режисьор († 2024 г.)
- 1945 г. – Йорг Имендорф, германски художник († 2007 г.)
- 1946 г. – Виолета Гиндева, българска актриса († 2019 г.)
- 1946 г. – Доналд Тръмп, американски предприемач
- 1949 г. – Стоян Александров, български финансист и политик 2020
- 1949 г. – Хари Търтълдоув, американски писател
- 1960 г. – Крум Савов, български спортен журналист
- 1960 г. – Манол Генов, български политик и икономист
- 1961 г. – Бой Джордж, британски певец
- 1966 г. – Матю Фокс, американски актьор и бивш модел
- 1966 г. – Индира Радич, сръбска фолкпевица
- 1968 г. – Ясмин Блийт, американска актриса
- 1969 г. – Щефи Граф, германска тенисистка
- 1970 г. – Йордан Матеев, български журналист
- 1971 г. – Катрин Рьогла, австрийска писателка
- 1972 г. – Николай Иванов, български волейболист
- 1973 г. – Пламен Константинов, български волейболист
- 1973 г. – Цеца Ражнатович, сръбска фолкпевица
- 1976 г. – Масимо Одо, италиански футболист
- 1982 г. – Лилия Недева, български политик и икономист

## Починали
- 987 г. – Арон, български болярин и брат на Самуил (* 10 век)
- 1594 г. – Орландо ди Ласо, франко-фламандски композитор (* ок. 1530)
- 1698 г. – Герит Беркхейде, холандски художник (* 1638 г.)
- 1725 г. – Саломо Франк, немски поет (* 1659 г.)
- 1853 г. – Захарий Зограф, български художник (* 1810 г.)
- 1920 г. – Макс Вебер, немски икономист и социолог (* 1864 г.)
- 1921 г. – Борис Михайлов, български художник (* 1868 г.)
- 1923 г. – Александър Стамболийски, министър-председател на България (* 1879 г.)
- 1924 г. – Иван Салабашев, български политик (* 1853 г.)
- 1924 г. – Петко Петков, български политик (* 1891 г.)
- 1927 г. – Джеръм К. Джеръм, английски писател (* 1859 г.)
- 1936 г. – Гилбърт Кийт Честъртън, английски писател (* 1874 г.)
- 1942 г. – Никола Русински, български военен и революционер (* 1875 г.)
- 1944 г. – Любор Нидерле, чешки археолог (* 1865 г.)
- 1951 г. – Стефан Иванов, български художник (* 1875 г.)
- 1960 г. – Ана Паукер, румънска комунистка (* 1893 г.)
- 1968 г. – Салваторе Куазимодо, италиански поет, Нобелов лауреат през 1959 (* 1901 г.)
- 1986 г. – Вилхелм Сабо, австрийски писател (* 1901 г.)
- 1986 г. – Владимир Георгиев, български езиковед (* 1908 г.)
- 1986 г. – Хорхе Луис Борхес, аржентински писател (* 1899 г.)
- 1994 г. – Хенри Манчини, американски композитор (* 1924 г.)
- 1995 г. – Роджър Зелазни, американски писател (* 1937 г.)
- 1995 г. – Рори Галахър, ирландски блусрок китарист (* 1948 г.)
- 2007 г. – Курт Валдхайм, президент на Австрия (* 1918 г.)
- 2014 г. – Сам Кели, британски актьор (* 1943 г.)

## Празници
- ООН – Световен ден на кръводаряването
- САЩ – Ден на националния флаг